# 飯村稷山
飯村 稷山（いいむら しょくざん、慶応4年3月14日（西暦1868年4月6日） -  昭和17年（1942年）6月17日）は、日本の漢詩人。秋田県仙北郡六郷村（のち六郷町）出身。隣村畑屋村生まれの高橋午山、千屋村の坂本東嶽（理一郎）とともに「仙北の三山」と称された。

## 略歴・人物
羽後国仙北郡六郷村飯村永助の次男として生まれた。幼名は堅治、のちに粋と改名した。
六郷の熊谷松陰および岡三慶に師事し、漢籍を学んだ。田尻稲次郎らによって創立された東京の専修学校（現在の専修大学）を卒業後、新聞社に入社し日清戦争に従軍した。上京して以来、臨済宗の傑僧中原南天棒に参禅し、玉川遠州流の茶道も学んだ。「稷山」は師より賜った居士号である。禅の同門に山岡鉄舟、児玉源太郎、乃木希典がおり、生涯を通じ交誼をむすんだ。
明治35年（1902年）、帰郷して仙北郡大曲町の町立図書館に勤め、秋田県立大曲農学校で教職に就いた。この間、郷土史の研究を進めた。大正13年（1924年）、六郷町で「達磨会」を結成し後進の指導にあたった。やがて全国行脚も企図するようになったが、脳溢血で倒れたため断念した。
六郷町付近の石碑の撰・書は稷山によるものが少なくなく、佐竹義重を顕彰する目的で六郷城跡に建てられた「通庵佐竹公館趾碑」も稷山によるものである。
昭和17年（1942年）6月17日、東京都世田谷区で死去した。

## 主著
- 『佐藤信淵』
- 『仙北郡史』